# أميليا أندرسدوتر
أميليا أندرسدوتر (بالسويدية: Amelia Andersdotter)‏ (من مواليد 30 أغسطس 1987، أوبسالا) هي سياسية سويدية وعضوة سابقة في البرلمان الأوروبي (2011-2014)، انتخبت على قائمة حزب القراصنة السويدي في انتخابات عام 2009.

## الحياة الشخصية
وُلدت أميليا أندرسوتر في 30 أغسطس 1987 في أكاديميسكا سوكهوسيت ‏ في أوبسالا، السويد، وهي الأولى من بين ثلاثة أطفال. والدتها، لوتا ليل، صحافية، وأبيها، أندرس لوندكويست، مدرس ومدرب شطرنج. شقيقاتها هما أولريكا وكارولينا. لديها أيضًا أخ غير شقيق من والدها، إريك لونديكويست. بعد تخرجها في روزندلسجمنيست في أوبسالا، التحقت بجامعة لوند حيث درست الرياضيات والفيزياء والقانون الإسباني وقانون الأعمال. تم انتخاب أميليا قبل انهائها لدراستها.
عاشت في الكثير من مناطق أوروبا، بما في ذلك لوند وأوبسالا وبوخارست وغنت وبروكسل.

## الحياة السياسية
انضمت أميليا إلى حزب القراصنة بعد وقت قصير من تشكيله في عام 2006. أصبحت المنسق الدولي لأونج بيرات ‏، جناح شباب في الحزب في الفترة من يونيو 2007 إلى مارس 2010. ونسقت الاتصالات مع مجموعات أخرى في السويد، ومع حركات القراصنة السياسية الأخرى حول العالم، ومع وجهات نظر السياسة الدولية للمنظمة.
في عام 2009، وضع اسمها كمرشح ثاني في قائمة حزب القراصنة لانتخابات البرلمان الأوروبي في يونيو من ذلك العام. لم يحصل الحزب على عدد كافٍ من الأصوات للحصول على عضو ثان في البرلمان الأوروبي بموجب معاهدة نيس، إلا أن حصلت على ما يكفي من الأصوات لمنح أميليا مقعدًا بموجب شروط معاهدة لشبونة الجديدة التي كان من المقرر أن تدخل حيز التنفيذ في ديسمبر من ذلك العام. كانت الصعوبات في عملية التصديق على معاهدة لشبونة تعني أن المقعد لن يمنح إلا في ديسمبر 2011. من 2011 إلى 2014، كانت أصغر عضو في البرلمان الأوروبي.
في الفترة الانتقالية بين انتخابها وتنصيبها، قضت الكثير من الوقت في السفر إلى أجزاء مختلفة من العالم تتحدث عن تجربتها كسياسة شابة وداعية للأفكار الجديدة في سياسة المعلومات. حيث زارت مهرجان آرس إلكترونيكا ‏ في لينز، النمسا  وذهبت في زيارة إلى كوريا الجنوبية  في عام 2010، الأمر الذي دفعها للمشاركة في وفد شبه الجزيرة الكورية في البرلمان الأوروبي. كما سافرت على نطاق واسع داخل أوروبا خلال ذلك الوقت، لتشارك في أعمال أحزاب القراصنة في جميع أنحاء أوروبا.
منذ تنصيبها، ركزت جهودها حول سياسة المعلومات. هي عضو في لجنة الصناعة والبحث والطاقة. وهي أيضًا عضو بديل في لجنة التجارة الدولية ولجنة مراقبة الميزانية. تعمل أيضًا كعضو كامل في الوفد البرلماني في شبه الجزيرة الكورية، وعضو بديل في وفد مجتمع الأنديز.
وهي أيضا ناقد دائمة لاتفاقية التجارة لمكافحة التزوير، وتم تنفيذ نصيحتها برفض الأتفاقية من خلال لجنة ITRE ، أول لجنة برلمانية تقترح رفض الاتفاق. سرعان ما توالى الموافقة على الرفض من اللجان الأخرى. وعليه فقد رفض البرلمان الأوروبي الاتفاقية بشدة.
تعمل أميلسا ضمن مجالات أخرى تشمل اقتراحات لإعادة صياغة توجيه الاتحاد بشأن إعادة استخدام معلومات القطاع العام حيث انتقدت الحكومة السويدية علانية لمقاومتها التغييرات المقترحة في أنظمة الوصول والتكلفة. وهي أيضًا تدعم الاستثمارات العامة في البنى التحتية من الألياف إلى المنزل.

### الجوائز
- أفضل عشرة نشطاء على الإنترنت لعام 2012، The Daily Dot [13]

## روابط خارجية
- الموقع الرسمي
- الموقع الرسمي
 في البرلمان الأوروبي
- ستينسكوت (بالسويدية) ، ساهمت مدونة السياسة العامة Andersdotter حتى يناير 2012.